# Povstání Jiřího I. Rákócziho
Povstání Jiřího I. Rákócziho (slovensky Juraj I. Rákóczi) bylo třetí ze šesti protihabsburských stavovských povstání. Probíhalo v letech 1644–1645.
Už rok po smrti Bethlena v Sedmihradsku vypukly boje o knížecí korunu. Získat ji chtěl Bethlenův bratr Štefan, ale i Juraj I. Rákoci a Štefan Čáki. Do bojů se zapojila i Habsburská monarchie. Jurajovi I. Rákocimu se v tomto zápase podařilo vyhrát, když 15. března 1631 porazil císařské vojsko u Rakamazy. Ale na další boj neměl dostatek peněz, tak uzavřel s císařem Ferdinandem II. 3. dubna mír, kterým se vzdal územních zisků Gabriela Bethlena. Proti Habsburkům však chtěl vystoupit spolu se Švédy. Král Gustav Adolf ho vyzýval a sliboval mu darovat území, které obsadí. Juraj I. Rákoci se zavázal, že výpravu podnikne, ale švédský král v listopadu 1632 v boji padl a z plánu sešlo. O tři roky později se musel postavit znovu proti Štěpánovi Bethlenovi a tentokrát i Turkům. Svědčilo to o slabé podpoře nejen v Královském Uhersku, ale i v Sedmihradsku. S Turky se zakrátko usmířil a jeho postavení se tím posílilo.
Se změnou panovníka v roce 1637, došlo k rekatolizaci, která byla utlumena Betlenovým povstáním. Znovu se otevřela otázka kostelů a znovu vypukly prudké spory. Juraj I. Rákoci patřil k protestantům a na sněmu to byl on, kdo hýbal nejvíce s protestantskou opozicí. Panovník Ferdinand III. se snažil utišit protesty, potvrzením náboženských svobod z roku 1608 a později, kvůli politické situaci, přestal svolávat sněm. Znovu se setkal s odporem protestantů, a tak v roce 1642 svolal stavy do Bratislavy. O protestech se však jednat nemělo a protestanti se proto otevřeně přidávali na stranu Juraje I. Rákociho. Ten se po navázání diplomatických styků s Francií a Švédskem chystal na otevřený boj proti Habsburkům již od roku 1638. 
V roce 1643 pronikla švédská vojska až na Moravu a uherská šlechta odepřela panovníkovi poslušnost odvoláním na starou výsadu, že není povinna bojovat mimo hranice země. Rákoci viděl v tomto možnost vyvolat ozbrojený konflikt. Jelikož byl vazalem Porty musel počkat na souhlas z Istanbulu a na dodávku vojenské a finanční pomoci. Sultánovi to trvalo dlouho a Rákoci tak mohl vtrhnout s armádou do Královského Uherska až v únoru 1644. Švédové byli však z Moravy vyhnáni již na podzim předchozího roku. Císařské vojsko tam kontrolovalo situaci a některé pluky mohl císař přemístit na východ do boje proti Rákocimu.

## Vypuknutí povstání
Rákoci se 17. února prohlásil za ochránce nekatolíků a zanedlouho se zmocnil Košic, když mu magistrát otevřel dveře. Stejně to udělala i ostatní východoslovenská města a Rákoci se na čele patnáctitisícové armády vydal směrem k Vídni. Postupoval přes Spiš, Liptov a Pováží až k Hlohovci, kde utrpěl porážku od císařské armády pod vedením palatina Mikuláše Esterháziho a generálů Götze a Buchheima. Císařské oddíly tlačily povstalecké vojáky zpět na východ a další velkou porážku jim uštědřily v bitvě u Dregeľ-Palanky, kde velitelé tureckých oddílů dokonce obvinili Rákociho ze zrady. Potom ho opustili a odtáhli na jih. V květnu stáli císařští vojáci před branami Košic a palatin výzvami donutil šlechtu Šarišské stolice, aby opustila povstalecký tábor. Rákoci se uchýlil do Blatného Potoka a projevil zájem vyjednávat o míru. V létě 1644 se začal šířit mor, císařské vojsko trpělo i nedostatkem potravin a navíc se mu nepodařilo dobýt Košice, Prešov ani Levoču. Rákoci s novými posilami vyrazil proti císařské armádě a spolu s velitelem Gabrielem Bakošem dobyl Oravu a Liptov. Druhá povstalecká fronta zatlačila vojáky až k městu Prievidza. V srpnu svolal palatin Esterházi do Trnavy sněm, na kterém se rozhodovalo, zda se má pokračovat v bojích, navzdory převaze v počtu povstaleckých vojáků. Sněm rozhodl o pokračování a odsouhlasil prostředky na naverbování a zásobování tisíce nových uherských a polských vojáků. V téže době se konal sněm Rákociho a jeho přívrženců v Košicích a jeho účastníci se vyslovili za uzavření míru.

## Opětovné boje a neúspěšné mírové jednání
Na konci srpna vstoupila posílená armáda znovu do bojů a povstalce zahnala až do Tokaje, tento úspěch však netrval dlouho, a jakmile Rákoci znovu zaútočil museli císařští vojáci ustupovat. Byl to stejně následek neshod ve velení mezi německou a uhersko-polskou částí armády. Když se Generál Götz na zimu ubytoval v středoslovenských hornických městech označil uherská a polská vojska za nespolehlivá a propustil je ze svých služeb. Ke konci roku se začalo v Trnavě vyjednávat o míru. Uherští protestanti prosazovali při jednáních dosažení stavovských a náboženských svobod, navrácení odebraných kostelů, vyhnání jezuitů ze země a úpravu církevního desátku, Rákoci chtěl územní zisky a válečné reparace. Stejně jako Bethlen před 20 lety od císaře žádal sedm východouherských stolic a slezská knížectví Opolí a Ratiboř. Katoličtí magnáti a ani palatin nechtěli splnit požadavky protestantů a vznikla krize. Rákoci využil situaci, která nastala a posunul svoje vojska až na střední Slovensko. Pak obdržel finanční podporu od Francie začal stupňovat i své požadavky. Teď už žádal do dědičné držby celé tzv. horní (severovýchodní) Královské Uhersko se všemi městy a pevnostmi. Proti takovému rozšíření moci vystoupili Turci, s nimiž dvůr již nějaký čas jednal a snažil se oddělit Osmanskou říši od plánů sedmihradského knížete. Přestože povstalci pokračovali v tažení ze středního Slovenska směrem na západ, úspěchy císařské diplomacie a také nepokoje v Sedmihradsku přinutily Rákociho k ústupkům. Pro přetrvávající neshody v císařském vojsku se Vídeň rozhodla znovu jednat. V únoru 1645 uzavřely obě strany kompromisní dohodu, podle níž měl Rákoci dostat do doživotního užívání sedm východouherských stolic, a uherským protestantům se zaručovala náboženská svoboda, která se měla vztahovat i na poddané. Otázka navrácení kostelů a jiné sporné otázky měly dořešit na nejbližším zemském sněmu a měla se tam ratifikovat mírová dohoda. Po uzavření kompromisní dohody odešla z území Slovenska německá vojska, protože uherské stavy se panovníkovi zavázaly pomocí v případě útoku Rákociho.

## Závěr povstání a Linecký mír
O několik měsíců vpadli na Moravu Švédové pod velením Torstensona a Rákoci se naposledy pokusil obrátit situaci ve svůj prospěch. Vrcholu dosáhl v červnu 1645, kdy se se svým vojskem podporovaným uherskou protestantskou šlechtou a exulanty utábořil na hranicích Královského Uherska s Moravou mezi Hodonínem a Břeclaví a snažil se o spojení se švédskou armádou. Vídeň však shromažďovala armádu u Bratislavy a Devína a Turci na zákrok císařské diplomacie pohrozili Rákocimu, že pokud dojde ke spojení armád, ztratí sedmihradské knížectví. Rákoci složil zbraně a 22. srpna 1645 uzavřel s vídeňskou delegací separátní dohodu ve vojenském táboře u Břeclavi. O dva dny později ji v Linci podepsal císař Ferdinand III. Švédové tím ztratili spojence a byli donuceni z Moravy odejít. Na sněmu v roce 1647 byl mír ratifikován a slavnostně vyhlášen. Ferdinandovi III. do té doby postupně vzdala hold všechna města.
Linecký mír zajistil Rákocimu ponechání sedmi východouherských stolic do doživotní držby, z nichž dvě (Satumarská a Sabolčská) měly zůstat i jeho nástupci. Namísto dvou slezských knížectví získal hrad Tokaj. Uherským protestantům zaručovala Linecká mírová smlouva úplnou náboženskou svobodu, vztahující se i na poddané a byl v ní zakotven i požadavek vrácení kostelů, které jim odebrali katoličtí zeměpáni. Uherská katolická hierarchie však nebyla s dohodou spokojena a spolu s novým palatinem proti ní vystoupila. Sám Ferdinand III. ji musel nejdříve vyzývat aby ji uznala. Ale nespokojenost s dohodou byla i na druhé straně. Z dohodnutých 400 kostelů se protestantům vrátilo zpět sotva 90 a spory přetrvávaly dál.